# Charnas
Charnas é uma comuna francesa na região administrativa de Auvérnia-Ródano-Alpes, no departamento de Ardèche. Estende-se por uma área de 5,39 km². Em 2010 a comuna tinha 940 habitantes (densidade: 174,4 hab./km²).

### Localização e descrição
O município de Charnas se estende por uma área relativamente modesta de 5,39 km², na borda do planalto norte de Ardèche, que domina o rio Ródano. A leste, seu território está situado entre dois riachos: o Montrond ao norte e o Marlet ao sul. Foi nessa parte que o vilarejo se expandiu aos poucos. A noroeste, o restante do município ocupa o planalto, com terras agrícolas e povoados, até o riacho de Limony e a divisa do departamento de Ardèche com o de Loire.